# Petchara Chaowarat
Petchara Chaowarat (thaï : เพชรา เชาวราษฎร์), née le 19 janvier 1943 dans la province de Rayong, est une célèbre actrice thaïlandaise.
Elle a tourné dans plus de 300 films de 1962 à 1979 (malheureusement il n'en reste plus qu'une centaine en bon état, les autres sont perdus ou très détériorés car jadis on ne faisait souvent que 4 ou 5 copies du film que l'on usait jusqu'à la corde) .

## Biographie
En 1962, Petchara Chaowarat obtient à 19 ans son premier rôle d'actrice dans le film บันทึกรักของพิมพ์ฉวี / Banthuk Rak Pimchawee (Le Journal intime de Pimchawee / Love Diary of Pimchawee). L'acteur principal de ce film est Mitr Chaibancha. Dès lors, elle joue très souvent avec Mitr Chaibancha : dans 192 films.
Comme Mitr, elle est toujours sur les plateaux de cinéma et n'a pas le temps de répéter : des souffleurs lui dictent ses répliques.
Sa voix n'était pas enregistrée au temps du film 16 mm car les films n'avaient pas de bande son. Ainsi, des doubleurs (Maratsi Itsarangkun Na Ayutthaya et son époux Mom Luang Ruchira, « l'homme aux six voix » à Bangkok ou Chaicharoen Duangphatra à Songkhla , etc. et aussi Monsieur Konjanard (Somsak Songwonsuk surnommé Konchanat) à Khon Kaen, Rong Kaomoonkadee ou Juree Osiri comme le rappelle Apichatpong Weerasethakul) faisaient en direct lors des projections en salle ou en plein air les voix, les dialogues, des bruitages et souvent des commentaires teintés d'humour contre les abus d'autorités des policiers et des militaires par exemple.
Un de ses plus grand succès, en duo avec Mitr, est Monrak Luk Tung (1970), une comédie musicale romantique qui est projetée pendant 6 bons mois dans les salles de Bangkok.
Elle joue aussi fréquemment avec Sombat Metanee et de temps en temps avec Adul Dulyarat.
En 1972, elle commence à avoir de graves problèmes de vue et très vite elle doit se retirer de la scène pour cause de cécité.
En 2019, Petchara Chaowarat est reconnue comme Artiste national de Thaïlande, par le Ministère de la culture thaïlandais.

## Filmographie (partielle)
- 1962 : บันทึกรักของพิมพ์ฉวี / Banthuk Rak Pimchawee (Le Journal intime de Pimchawee / Love Diary of Pimchawee)
- 1963 : คมพยาบาท
- 1963 : อวสานอินทรีย์แดง
- 1963 : หนึ่งในทรวง
- 1964 : พนาสวรรค์
- 1964 : พันธุ์ลูกหม้อ
- นกน้อย, 1964, un des nombreux films avec Petchara Chaowarat et Mitr Chaibancha1964 : นกน้อย
- 1965 : อ้อมอกดิน

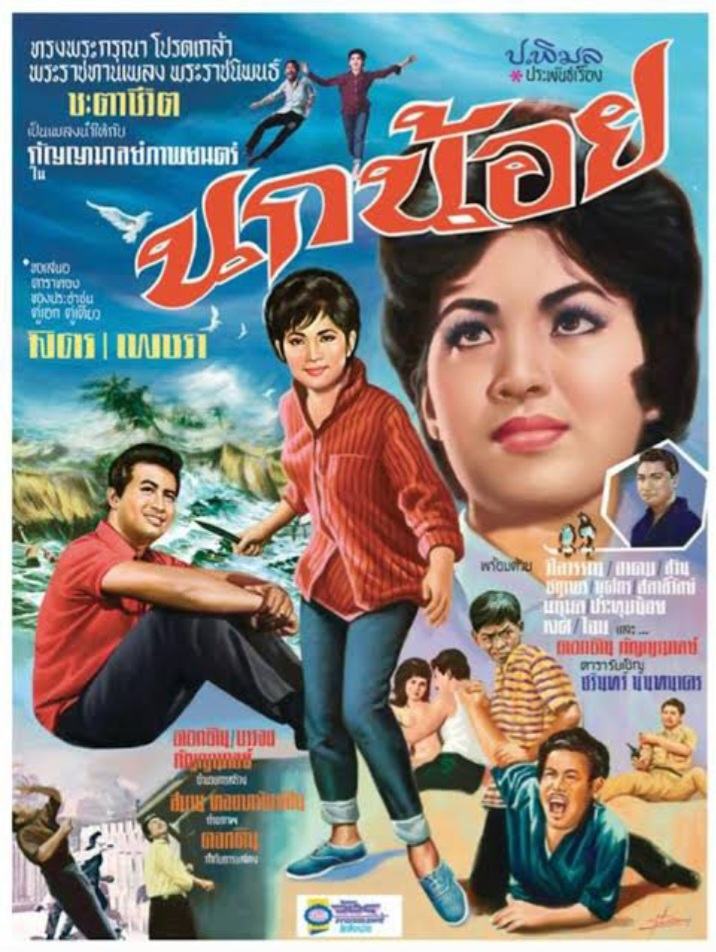
นกน้อย, 1964, un des nombreux films avec Petchara Chaowarat et Mitr Chaibancha

- 1965 : เงิน เงิน เงิน (Money Money Money)[13]
- 1966 : พระอภัยมณี (Phra Apai Mani)
- 1966 : เกิดเป็นหงส์
- 1966 : ลมหนาว
- 1966 : เพชรตัดเพชร (Opération Bangkok)
- 1967 : 7 พระกาฬ (Magnificent 7)
- 1967 : ไทรโศก
- 1967 : จุฬาตรีคูณ
- 1968 : รักเอย
- 1968 : 16 ปีแห่งความหลัง
- 1968 : ยอดแก่น
- 1969 : ลอยกระทง (Loy Krathong)
- 1969 : ปีศาจเสน่หา
- 1969 : ปราสาททราย (Sand Castle)
- 1970 : ฝนใต้
- 1970 : มนต์รักลูกทุ่ง (Monrak luk thung / L'Amour magique de la campagne)
- 1970 : ลำพู
- 1970 : เรือมนุษย์
- 1970 : สวรรค์เบี่ยง
- 1970 : อัศวินดาบกายสิทธิ์ (Flyer and Magic Sword)
- 1970 : อินทรีทอง (Insee thong / L'aigle d'or)
- 1971 : ทุ่งเศรษฐี
- 1971 : ยมบาลเจ้าขา
- 1971 : แม่ศรีไพร
- 1973 : พยัคฆ์พันลาย (Tiger Fighting / Magnum Killers)
- 1973 : สายฝน
- 1974 : กังหันสวาท
- 1978 : ไอ้ขุนทอง